# Scina damasii
Scina damasii är en kräftdjursart. Scina damasii ingår i släktet Scina och familjen Scinidae. Inga underarter finns listade i Catalogue of Life.